# Alfred Vulpian

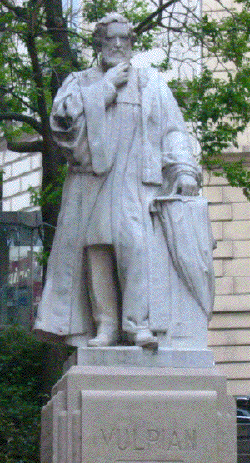
Pomnik Vulpiana na Rue de l'Ecole de Médecine w Paryżu

Edmé Félix Alfred Vulpian (ur. 5 stycznia 1826 w Paryżu, zm. 18 maja 1887 tamże) – francuski neurolog. 

## Życiorys
W swoich badaniach zajmował się głównie nadnerczami. Był jednym z odkrywców stwardnienia zanikowego bocznego, określanego niekiedy na jego cześć zespołem Vulpiana-Bernhardta.

## Prace
- Essai sur l'origine réelle de plusieurs nerfs crâniens. Doctoral thesis, Paris, 1853.
- Note sur quelques réactions propres à la substance des capsules surrénales. Comptes rendus de l'Académie des Sciences, Paris, 1856, 43: 663-665.
- Des pneumonies secondaires. Thèse d'agrégation, Paris, 1860.
- Leçons sur la physiologie générale et comparée du système nerveux, faites en 1864 au Muséum d'histoire naturelle. Paris, Gerner-Baillière, 1866.
- Leçons sur l'appareil vaso-moteur (physiologie et pathologie) faites à la Faculté de Médecine de Paris en 1873. Rédigées par H. C. Carville. Paris, Gerner-Baillière, 2 volumes, 1874-1875.
- Leçons sur la pathologie expérimentale de l'appareil digestif.
- Leçons sur l'action physiologique des poisons et médicaments, faites à la Faculté de médecine de Paris en 1875. Journal de l'École de Médecine.
- Maladies du système nerveux; leçons professées à la Faculté de Médecine. 2 volumes, Paris, Doin, 1879 and 1886.